# Jordan Roberts (football)
Pour les articles homonymes, voir Jordan Roberts et Roberts.
Jordan Roberts, né le 23 octobre 1996  à Watford en Angleterre, est un footballeur anglais qui joue au poste d'attaquant à Stevenage.
Roberts a joué au cours de sa carrière pour Tamworth, Havant & Waterlooville, Bishop's Stortford, Aldershot Town, Inverness Caledonian Thistle, Crawley Town, Lincoln City, Gillingham, Heart of Midlothian, Ipswich Town et Motherwell.

## Biographie

### Aldershot Town
Roberts est né à Watford dans l'Hertfordshire. Il commence sa carrière dans l'équipe de jeunes de Peterborough United en tant que boursier de première année, mais est libéré à l'été 2011. Roberts termine la deuxième année de sa bourse en League Two du côté d'Aldershot Town. Le 21 février 2012, il signe son premier contrat professionnel, d'une durée de deux ans et demi. Quatre jours plus tard, il fait ses débuts professionnels en remplaçant Guy Madjo lors d'une victoire 4-1 contre Barnet.
Le 1er octobre 2012, Roberts part en prêt pour une durée d'un mois au sein de l'équipe de Conference South d'Havant & Waterlooville. Le 6 octobre 2012, il fait ses débuts pour Havant & Waterlooville lors d'un match nul 2–2 contre AFC Hornchurch, en entrant à la 70e minute à la place de Steve Ramsey.
Le 10 janvier 2013, Roberts part en prêt à Tamworth jusqu'au 9 février. Le 12 janvier 2013, il fait ses débuts à Tamworth lors d'une défaite 2-1 contre Gainsborough Trinity en FA Trophy.
En février 2013, Roberts rejoint Bishop's Stortford en prêt pour le reste de la saison. Le 16 février 2013, il fait ses débuts à Bishop's Stortford lors d'un match nul 1–1 contre Hinckley United, remplaçant Alli Abdullahi à 30 minutes de la fin. Le 27 février 2013, Roberts marque son premier but pour Bishop's Stortford lors d'un match nul 2–2 contre Corby Town.
Au retour de Roberts à Aldershot Town, il devient une figure-clé de l'équipe entre 2014 et 2015, marquant onze fois en plus de 70 matchs.

### Inverness Caledonian Thistle
Le 7 juillet 2015, Roberts rejoint l'équipe écossaise d'Inverness Caledonian Thistle. Le 16 juillet 2015, il fait ses débuts à Inverness Caledonian Thistle lors d'un match de qualification d'Europa League contre Astra Giurgiu, au cours duquel il joue neuf minutes. Son équipe s'incline 1-0. Le 30 avril 2016, Roberts marque son premier but pour Inverness Caledonian Thistle lors d'une victoire 4-1 contre Partick Thistle, marquant à la 85e minute. Il marque ensuite un autre but une semaine plus tard lors d'une défaite 3-2 contre Dundee United.

### Crawley Town
Le 28 juin 2016, Roberts rejoint gratuitement Crawley Town en League Two. Il marque son premier but pour Crawley en FA Cup contre Bristol Rovers le 15 novembre 2016.
Le 14 mai 2018, il est annoncé le départ de Roberts à la fin de son contrat en juin. Il a fait 62 apparitions en deux saisons au club, marquant 11 buts.

### Ipswich Town
Le 28 juin 2018, après son départ de Crawley, Roberts accepte de rejoindre Ipswich Town en Championship pour un contrat de deux ans. Il marque ses premiers buts pour Ipswich en inscrivant un doublé lors d'une victoire en EFL Trophy contre Tottenham Hotspur U21 le 3 septembre 2019. Il marque lors de son apparition suivante le 8 octobre 2019, au cours d'une victoire 4-0 contre Gillingham lors d'un match de phase de groupes du Trophée EFL.

#### Lincoln City (prêt)
Le 23 janvier 2019, Roberts est prêté par Ipswich à Lincoln jusqu'à la fin de la saison. Il n'a que peu sa chance en équipe première durant son prêt à Sincil Bank, ne faisant que 5 apparitions en entrant en cours de jeu alors que Lincoln remporte le titre de League Two et est promu en League One.

#### Gillingham (prêt)
Le 9 janvier 2020, Roberts rejoint Gillingham en prêt pour le reste de la saison 2019-2020. Il marque ses premiers buts pour le club en marquant un doublé lors d'un match nul 2–2 en championnat à Rochdale. Il marque deux fois en 10 apparitions avant de revenir de son prêt le 6 mai.
Il retourne à Ipswich après l'interruption de la saison en raison de la pandémie de COVID-19. Il est ensuite annoncé le 18 mai 2020 que le club a décidé de ne pas renouveler son contrat ou d'accepter la prolongation de 12 mois de son contrat actuel - bien que le club ait laissé la porte ouverte à un nouvel accord potentiel une fois la reprise du championnat.

### Heart of Midlothian
Le 10 août 2020, Roberts signe un contrat de deux ans avec Heart of Midlothian.

#### Motherwell (prêts)
Le 1er février 2021, Roberts rejoint Motherwell dans le cadre d'un prêt jusqu'à la fin de la saison. Le 31 août 2021, jour de la date limite de transfert, Roberts retourne à Motherwell en prêt jusqu'au mercato hivernal en janvier 2022.

### Motherwell
Le 14 janvier 2022, Roberts signe à Motherwell, restant au club jusqu'à la fin de la saison 2021-2022. Le 20 mai 2022, Motherwell annonce que Roberts quittera le club à l'expiration de son contrat le 31 mai 2022.

### Stevenage
Roberts rejoint Stevenage en juin 2022.

## Carrière internationale
Roberts reçoit sa première convocation en équipe d'Angleterre C en 2014. Il fait ses débuts internationaux le 14 octobre 2014 lors d'une défaite 2-0 contre la Tunisie. Il marque son premier but international le 1er juin 2015 lors d'une victoire 2-1 contre l'Irlande.

## Statistiques de carrière
Au 2 mars 2022
| Club                          | Saison  | Championnat           | Championnat | Championnat | National Cup | National Cup | League Cup | League Cup | Europe | Europe | Autres | Autres | Total | Total |
| Club                          | Saison  | Division              | Apps        | Buts        | Apps         | Buts         | Apps       | Buts       | Apps   | Buts   | Apps   | Buts   | Apps  | Buts  |
| ----------------------------- | ------- | --------------------- | ----------- | ----------- | ------------ | ------------ | ---------- | ---------- | ------ | ------ | ------ | ------ | ----- | ----- |
| Aldershot Town                | 2011–12 | League Two            | 4           | 0           | 0            | 0            | 0          | 0          | —      | —      | 0      | 0      | 4     | 0     |
| Aldershot Town                | 2012–13 | League Two            | 5           | 0           | 0            | 0            | 1          | 0          | —      | —      | 1      | 0      | 7     | 0     |
| Aldershot Town                | 2013–14 | Conference Premier    | 39          | 6           | 2            | 0            | —          | —          | —      | —      | 4      | 1      | 45    | 7     |
| Aldershot Town                | 2014–15 | Conference Premier    | 38          | 5           | 5            | 1            | —          | —          | —      | —      | 1      | 0      | 44    | 6     |
| Aldershot Town                | Total   | Total                 | 86          | 11          | 7            | 1            | 1          | 0          | 0      | 0      | 6      | 1      | 100   | 13    |
| Havant & Waterlooville (prêt) | 2012–13 | Conference South      | 3           | 0           | 0            | 0            | —          | —          | —      | —      | 0      | 0      | 3     | 0     |
| Tamworth (prêt)               | 2012–13 | Conference Premier    | 0           | 0           | 0            | 0            | —          | —          | —      | —      | 1      | 0      | 1     | 0     |
| Bishop's Stortford (prêt)     | 2012–13 | Conference South      | 5           | 1           | 0            | 0            | —          | —          | —      | —      | 0      | 0      | 5     | 1     |
| Inverness Caledonian Thistle  | 2015–16 | Scottish Premiership  | 9           | 2           | 3            | 1            | 0          | 0          | 1      | 0      | —      | —      | 13    | 3     |
| Crawley Town                  | 2016–17 | League Two            | 23          | 3           | 1            | 1            | 1          | 0          | —      | —      | 1      | 0      | 26    | 4     |
| Crawley Town                  | 2017–18 | League Two            | 35          | 6           | 1            | 1            | 0          | 0          | —      | —      | 0      | 0      | 36    | 7     |
| Crawley Town                  | Total   | Total                 | 58          | 9           | 2            | 2            | 1          | 0          | 0      | 0      | 1      | 0      | 62    | 11    |
| Ipswich Town                  | 2018–19 | Championship          | 12          | 0           | 0            | 0            | 0          | 0          | —      | —      | —      | —      | 12    | 0     |
| Ipswich Town                  | 2019–20 | League One            | 1           | 0           | 0            | 0            | 1          | 0          | —      | —      | 3      | 3      | 5     | 3     |
| Ipswich Town                  | Total   | Total                 | 13          | 0           | 0            | 0            | 1          | 0          | 0      | 0      | 3      | 3      | 17    | 3     |
| Lincoln City (prêt)           | 2018–19 | League Two            | 5           | 0           | 0            | 0            | 0          | 0          | —      | —      | 0      | 0      | 5     | 0     |
| Gillingham (prêt)             | 2019–20 | League One            | 10          | 2           | 0            | 0            | 0          | 0          | —      | —      | 0      | 0      | 10    | 2     |
| Heart of Midlothian           | 2020–21 | Scottish Championship | 6           | 0           | 1            | 0            | 4          | 0          | —      | —      | 0      | 0      | 11    | 0     |
| Heart of Midlothian           | 2021–22 | Scottish Premiership  | 0           | 0           | 0            | 0            | 1          | 0          | —      | —      | 0      | 0      | 1     | 0     |
| Heart of Midlothian           | Total   | Total                 | 6           | 0           | 1            | 0            | 5          | 0          | 0      | 0      | 0      | 0      | 12    | 0     |
| Motherwell (prêt)             | 2020–21 | Scottish Premiership  | 7           | 1           | 1            | 2            | 0          | 0          | 0      | 0      | —      | —      | 8     | 3     |
| Motherwell (prêt)             | 2021–22 | Scottish Premiership  | 11          | 0           | 0            | 0            | 0          | 0          | 0      | 0      | —      | —      | 11    | 0     |
| Motherwell (prêt)             | Total   | Total                 | 18          | 1           | 1            | 2            | 0          | 0          | 0      | 0      | 0      | 0      | 19    | 3     |
| Motherwell                    | 2021–22 | Scottish Premiership  | 7           | 0           | 2            | 0            | 0          | 0          | 0      | 0      | —      | —      | 9     | 0     |
| Total                         | Total   | Total                 | 219         | 26          | 16           | 6            | 8          | 0          | 1      | 0      | 11     | 4      | 255   | 36    |

1. ↑  Apparition en Football League Trophy
2. 1 2 3  Apparition(s) en FA Trophy
3. 1 2  Apparition(s) en EFL Trophy
4. ↑  Une participation à la Scottish Cup de la saison précédente qui a été reportée en octobre en raison de la pandémie de COVID-19

## Palmarès
Lincoln City
- League Two : 2018-19[38]